# Isidore de Haan
Isidore de Haan (Amsterdam, 9 november 1884 - Sobibór, 9 juli 1943) was een Nederlandse fabrikant. Hij was eigenaar van de matzefabriek De Haan. Tijdens de Tweede Wereldoorlog maakte hij deel uit van de Joodse Raad.

## Levensloop
De Haan werd geboren als oudste zoon van Aron Isaac de Haan (1859-1936) en Elisabeth Sprijer (1861-1930). Hij had een jongere broer, Willen genaamd. Zijn vader was eigenaar van de Paaschbroodbakkerij en handel in meel aan de Valkenburgerstraat 188 in Amsterdam. De Haan ging werken in de fabriek van zijn vader en deed tal van nuttige uitvindingen die het productieproces en de veiligheid op de werkvloer ten goede kwamen. Zo vond hij een oplossing voor het deeg dat bij het machinaal afsnijden van de matzes naar beneden viel en door een bediende bij elkaar verzameld werd om herbruikt te worden. Omdat het aan de Joodse rituele voorschriften moest voldoen ging daarbij veel tijd verloren. De Haan zorgde ervoor dat de restanten door de machine zelf teruggevoerd werden, iets wat veel tijd bespaarde.  Later nam Isidore de Haan de fabriek van zijn vader over. Het bedrijf sloot in 1943 haar deuren omdat er geen klanten meer waren. Na de oorlog maakte het bedrijf wel een doorstart.
Binnen de Joodse gemeenschap stond De Haan bekend als een zeer sociaal persoon. Hij ving in de jaren dertig veel Duitse vluchtelingen op. Daarnaast vervulde hij tal van bestuursfuncties. Zo was hij bestuurslid van het Nederlands-Israëlietische Hoofdsynagoge en werd bijvoorbeeld in december 1939 penningmeester van de Joodse padvindersgroep Derech Erets.
Tijdens de Tweede Wereldoorlog maakte De Haan deel uit van de Joodse Raad. Hij werkte op de afdeling Ondersteuning en Maatschappelijk Werk aan de Plantage Parklaan 9. Bij een grote razzia op 20 juni 1943 werd De Haan opgepakt en naar Kamp Westerbork overgebracht. De voorzitters van de Joodse Raad David Cohen en Abraham Asscher kregen toestemming van de Duitse autoriteiten om tien personen terug te halen uit Westerbork en voor tien mensen om vrijstelling te krijgen van transport naar het oosten. De Haan kwam op de lijst te staan van mensen die in Westerbork konden blijven, maar wel gevrijwaard waren van transport. De Duitsers hielden zich niet aan hun toezegging. De Haan had niets anders verwacht. In de collectie van het Joods Cultureel Kwartier bevindt zich een brief van zijn hand die verstuurd is vanuit Westerbork. Daarin schrijft hij: "De heren voorzitters van de JR hebben hier geen klap in te brengen en een beroep op hen is alleen geschikt om opgehangen te worden". Twee weken na zijn komst in Westerbork maakte hij deel uit van een transport naar het Poolse Sobibór, waar hij samen met zijn vrouw werd vergast.

## Persoonlijk
De Haan was getrouwd met met Sara Rudelsheim (1887-1943). De bekende kunstschilder Meijer de Haan (1852-1895) was een oom van hem.